# Rohrmoser Fútbol Club
El Rohrmoser F.C fue un club de fútbol de Costa Rica, del distrito de San José. Fue fundado en 1940 y jugó en la Primera División de Costa Rica.

## Historia
Ha sido un club que no ha mantenido un nivel fijo durante sus años y logra su primer título de la segunda división en 1947 tras una gran temporada. Lamentando la posibilidad de ascender a la primera división, luego de que en la década de los 50´s participa en la segunda y tercera división de Costa Rica.
En 1961 gana la final nacional de Terceras Divisiones Aficionadas y esto le da el derecho de ingresar a lo que sería en 1962, el Campeonato Nacional de Cantones  (Liga Nacional).
Ya en 1964 el equipo fue subcampeón josefino y tres años después se corona campeón. No obstante, es hasta para 1968 que alcanza el cetro de Monarca Nacional.
Llega a Liga Mayor en la temporada 1967-68. Y es campeón en su división en 1970, utilizando como base jugadores del distrito josefino. 
El estadio lleva el nombre de su fundador Ernesto Rohrmoser Lahmann, con una capacidad de 3000 personas y abandonado por el deterioro mientras se efectúan las remodelaciones del mismo; dicho estadio antes se ubicaba, donde hoy, está la embajada de Estados Unidos en el distrito de Pavas, siendo trasladado contiguo a la escuela Carlos Sanabria, en Pavas. Siendo restaurado para ser utilizado como sede para los Juegos Centroamericanos "San José'2013" con graderías nuevas y cancha sintética modernas, tanto para las selecciones masculino y femenino de la disciplina de fútbol. Este equipo ha logrado grandes cosas a través del tiempo aunque sufrió un traspié en la primera división tras descender. En los años 80 y principios de los 90's compitió en los torneos de tercera división de A.NA.F.A. (Asociación Nacional de Fútbol Aficionado), en busca de ascender a la segunda B de A.NA.F.A. hoy Primera División de LI.NA.FA. (Liga Nacional de Fútbol Aficionado) no pudiendo lograrlo. Su presidente, en esos años, era de apellido Cubero.

## Uniforme
- Uniforme titular: Camiseta verde con rayas blancas, pantalón blanco, medias verdes.
- Uniforme alternativo: Camiseta verde, pantalón verde, medias blancas.

## Datos del club
- Temporadas en 1ª Division : Temporada 71-72
- Temporadas en 2ª Division : ¿?
- Temporadas en 3ª Division : ¿?

## Palmarés

### Torneos nacionales
- Segunda División de Costa Rica (2): 1947, 1970
- Subcampeón Segunda División de Costa Rica : 1949
- Liga Nacional San José (1): 1967
- Subcampeón Liga Nacional San José (1): 1964
- Tercera División de Costa Rica (1): 1961
- Subcampeón Copa Federación 1970